# Les Liaisons Dangereuses 1960
Les Liaisons Dangereuses 1960 ist ein Jazzalbum des Pianisten Thelonious Monk. Es entstand am 27. Juli 1959 in New York City und wurde als Teil der Filmmusik im Spielfilm Gefährliche Liebschaften von Roger Vadim verwendet. Nachdem die Aufnahmen seitdem verschollen waren, wurden sie 2014 wiederentdeckt und erschienen am 16. Juni 2017 als Gemeinschaftsproduktion der Label Sam Records und Saga Records.

## Hintergrund
Die Musikproduzenten François Le Xuan von Saga Jazz und Fred Thomas von Sam Records stießen bei der Recherche nach Aufnahmen des französischen Saxophonisten Barney Wilen auf Tonbänder, die der Unterwasserfilmer und Jazzfan Laurent Guenon von seinem 2007 verstorbenen Freund Marcel Romano erhalten hatte. Dieser hatte während der Nouvelle-Vague-Ära Filmmusik produziert, wie beispielsweise Ascenseur pour l’échafaud mit der Musik von Miles Davis und Barney Wilen für den gleichnamigen Film von Louis Malle, Des femmes disparaissent und Un témoin dans la ville, beide von Édouard Molinaro. Für Vadims Verfilmung hatte er neben Art Blakey auch den New Yorker Pianisten Thelonious Monk gewonnen, der für die Aufnahmen eigentlich hätte nach Paris kommen sollen; Romano hatte für den Pianisten schon ein Kurz-Engagement im Club Saint-Germain und ein Gastspiel im Pariser Olympia gebucht. Doch Monk steckte zu dieser Zeit in einer tiefen Krise, hatte wegen Verstoßes gegen das Betäubungsmittelgesetz seine Musikerlizenz verloren und konnte nicht mehr in Nachtclubs auftreten. Daher flogen Romano und Vadim im Mai 1959 nach New York; doch die Möglichkeit, Monk aufzunehmen, verzögerte sich zusehends. Um auf Nummer sicher zu sehen, gab Romano dem Jazzpianisten Duke Jordan einen Kompositionsauftrag für die Filmmusik. Dessen Kompositionen wurden am 28. und 29. Juli 1959 von Art Blakeys Jazz Messengers zusammen mit Barney Wilen eingespielt und erschienen als „Original Soundtrack“ unter dem Albumtitel Les Liaisons Dangereuses 1960 bei Fontana Records.
Als die Session schließlich stattfand, blieb Monk keine Zeit, neue Musik für den Film zu komponieren, die direkt zum Rohschnitt des Films gepasst hätte. Stattdessen spielte Monk am 27. Juli 1959 im New Yorker Nola Penthouse Sound Studio einfach mehrere seiner eigenen Kompositionen wie Rhythm-A-Ning, Crepuscule with Nellie und Well You Needn’t; hinzu kam die Gospel-Hymne We'll Understand it Better, By and By. Begleitet wurde Monk von Sam Jones (Bass), Art Taylor (Schlagzeug) und den Saxophonisten Charlie Rouse und Barney Wilen. Roger Vadim und sein musikalischer Berater Maurice Leroux entschieden dann im Nachgang, wie sie die Aufnahmen Monks in den Film einsetzten.

## Musik des Albums
Monk spielte mehrere Titel seines Songbooks, zwei Versionen von Crepuscule With Nellie, außerdem Well, You Needn’t, Light Blue und Rhythm-a-Ning, außerdem vier Versionen von Pannonica sowie Ba-Lue Bolivar Ba-Lues-Are, Six in One und We’ll Understand It Better By and By. Auf der zweiten CD sind eine Reihe von Alternative Takes enthalten, darunter ein fast fünfzehn-minütiges „Making-of“ des Stückes „Light Blue“, bei dem Monk mit Art Taylor die Einsätze und den vertrackten Rhythmus der Komposition probt und auslotet.

## Titelliste

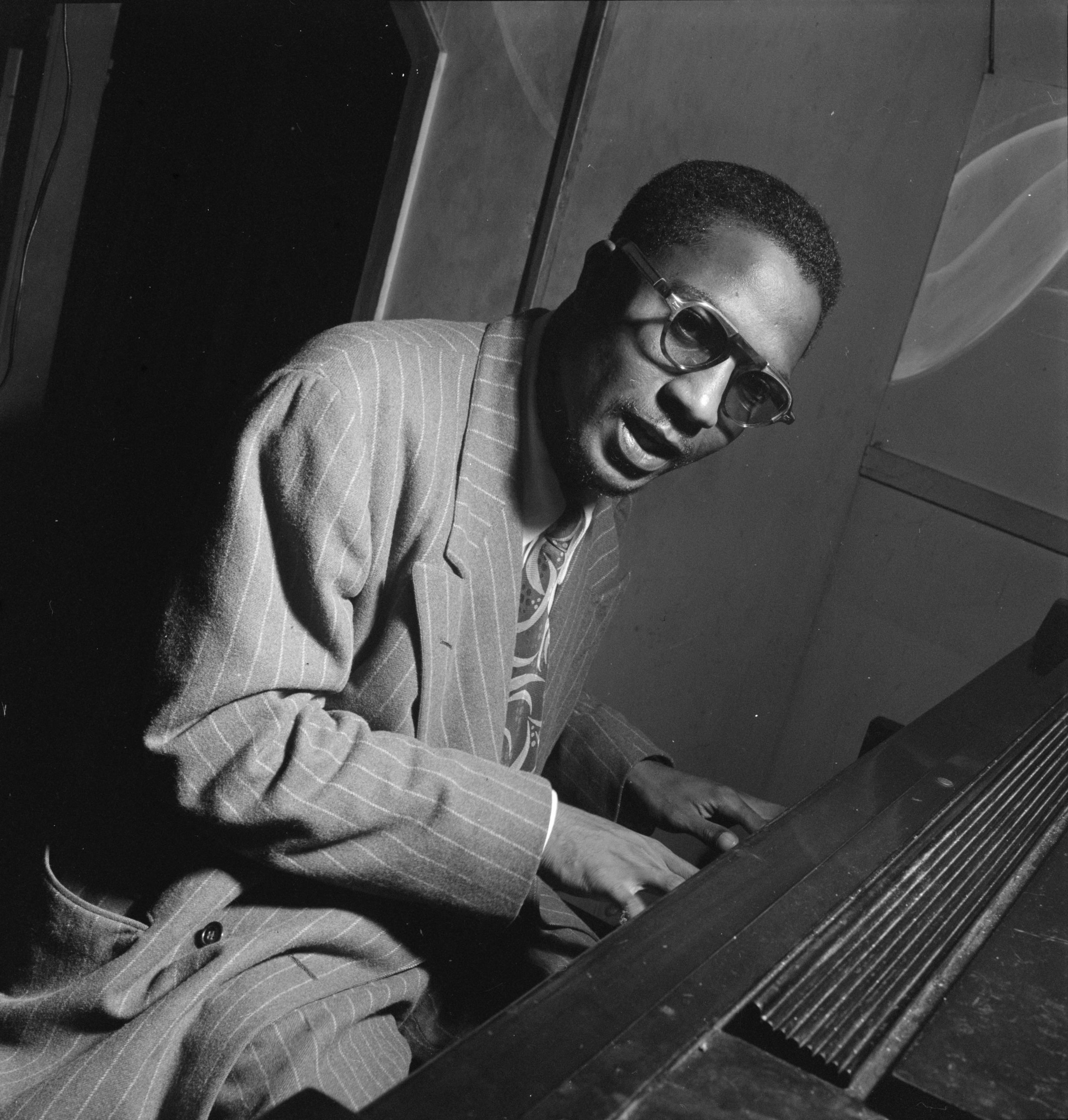
Thelonious Monk, Minton's Playhouse, New York City, ca. September 1947. Foto: William P. Gottlieb

- Thelonious Monk – Les Liaisons Dangereuses 1960 (Sam Records SRS-1-CD, Saga SRS-1-CD)[4]

CD 1
1. Rhythm-a-Ning – 5:47
2. Crepuscule With Nellie – 5:16
3. Six in One – 4:28
4. Well, You Needn't – 4:57
5. Pannonica (Solo) – 2:27
6. Pannonica (Solo) – 2:55
7. Pannonica (Quartet) – 6:20
8. Ba-Lue Bolivar Ba-Lues-Are – 6:57
9. Light Blue – 2:47
10. By and By (We'll Understand It Better By and By) – 1:47

CD 2
1. Rhythm-a-Ning (Alternate) – 5:36
2. Crepuscule With Nellie (Take 1) – 2:29
3. Pannonica (45 Master) – 6:53
4. Light Blue (45 Master) – 4:09
5. Well, You Needn't (Unedited) – 6:47
6. Light Blue (Making of) – 14:13

- Alle Kompositionen außer By and By (We'll Understand It Better By and By), das Charles Albert Tindley verfasste, stammen von Thelonious Monk.

## Rezeption
Andrian Kreye schrieb in der Süddeutschen Zeitung: „Man wird die Musikgeschichte nicht umschreiben müssen. Aber man hört Thelonious Monk in Höchstform und das in Studioqualität. Etwas melancholischer ist er als sonst, aber eben auch konzentrierter. […] Den historischen Überbau mal beiseite, hat der Fund der Welt ein wunderbares, brillantes Meilensteinalbum von 1959 beschert. Das ist eine Sensation, egal, wie groß oder klein man sie machen will.“ Auch Monks Sohn T. S. Monk ist der Ansicht, diese Musik zeige seinen Vater auf der Höhe seines Schaffens, und vermutet, „dass sein Vater auch deshalb besonders gut sein wollte, weil es um einen französischen Film ging: ‚In Amerika musste er sich ständig rechtfertigen und hinterfragen lassen. Sie glaubten nicht an ihn, bis auf eine kurze Zeit Anfang der sechziger Jahre, als er einen Vertrag bei Columbia bekam.‘“
Thomas Krebs meinte in der Jazzzeitung, das Album vermittle „echten Hörgenuss: musikalisch wie qualitativ. […] An besagtem Tag herrschte offensichtlich gute Stimmung, positive Vibes. Monks Frau Nelli, sein damals neuneinhalb Jahre alter Sohn „Toot“ Thomas (sic!) Sphere, Tochter „Boo Boo“ Barbara und auch Baroness Pannonica de Koenigswarter waren im Studio anwesend und trugen mit ihrer Präsenz dazu bei, dass die Musiker aus „vertrauten“ Monk-Kompositionen Energie für großartige Interpretationen schöpften. Monk hatte nicht die Kraft, neue Stücke für den Film zu komponieren, so spielte er mit den Musikern seine Originals und einen Gospel.“
Nenad Georgievsky schrieb in All About Jazz, Les Liaisons Dangereuses sei mehr als nur eine gewöhnliche Ergänzung des Monk-Katalogs; es sei eine exzellente Sammlung, die ein neues Licht auf einen der meist verehrten und mysteriösen Künstler im Jazz werfe.
Ebenfalls in All About Jazz notierte Mark Sullivan: Auch wenn die Aufnahmen historisch zu bezeichnen sind, seien sie deshalb noch nicht essentiell auf Grund der Tatsache, ein weiteres unveröffentlichtes Monk-Album zu sein. Dennoch gäbe es einige ungewöhnliche Elemente, so sei es eine von nur zwei Fällen in Monks Diskographie, in denen er mit zwei Tenorsaxophonisten spiele (der andere Fall ist Thelonious Monk at the Blackhawk (erschienen 1960 bei Riverside) mit Charlie Rouse und Harold Land). Außerdem beinhalte es zwei Versionen des selten gespielten Titels „Light Blue“ und eine unbegleitete Bluesimprovisation mit dem Titel „Six in One“ (der leicht verändert als „Round Lights“ auf dem Riverside-Soloalbum Thelonious Alone in San Francisco erschien) und „We'll Understand It Better By and By“, die Monk nicht mehr aufnahm. Abseits dieser Raritäten sei das Programm der Session empfehlenswert für jeden Monk-Fan.

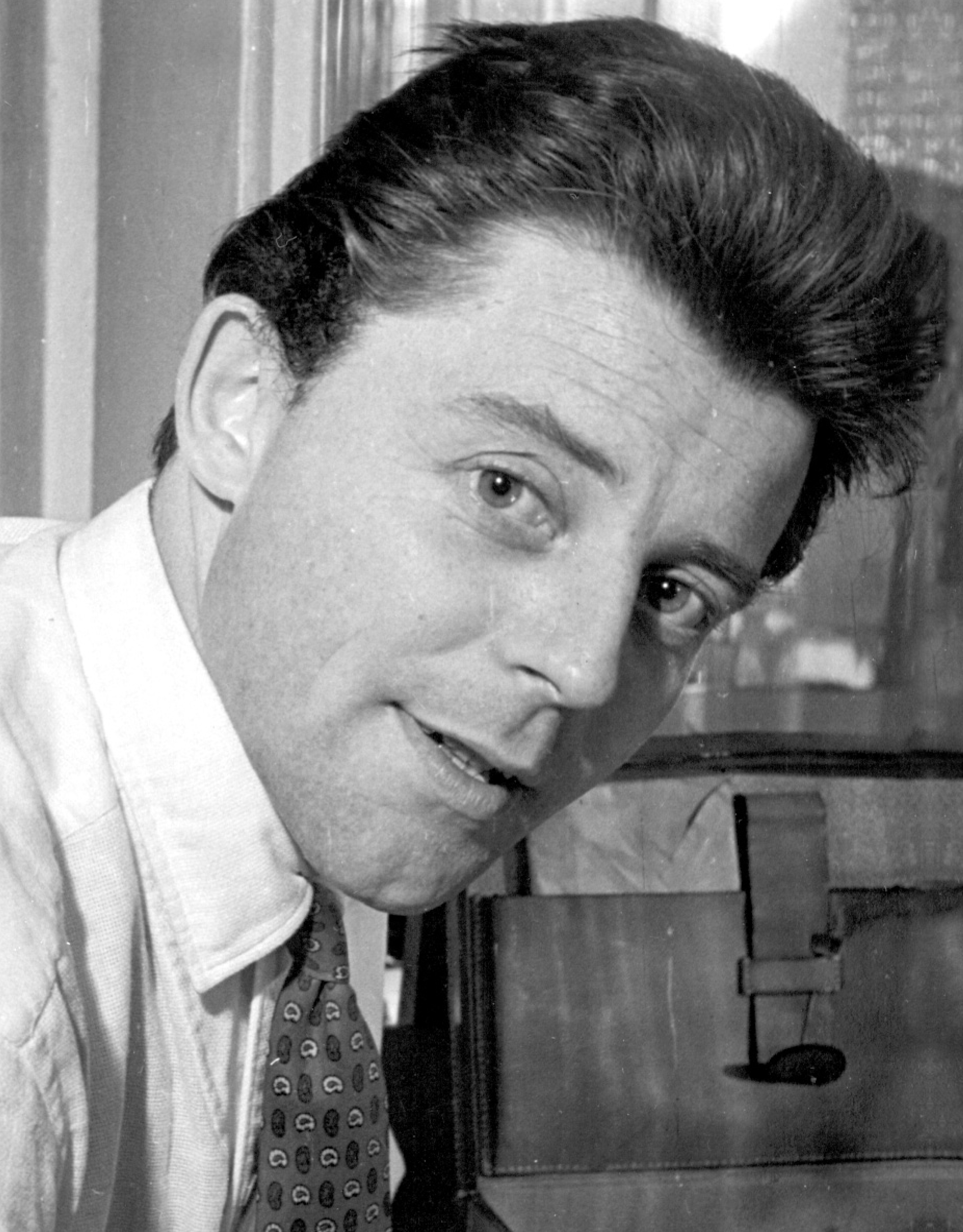
Gérard Philipe 1955

Das amerikanische National Public Radio geht auf die Verbindung der Musik mit der Filmhandlung ein; im Fall von Pannonica, gespielt in der Quartettversion, „einem Werk von delikater Schönheit“, unterstreiche die Musik Monks mit seiner Spielweise die romantische Stimmung, in der sich die Protagonisten Valmont und Juliette de Merteuil befinden, dargestellt von Gérard Philipe und Jeanne Moreau; sie spielen ein verheiratetes Paar, das sich gegenseitig zu außerehelichen Affären ermuntert. „Pannonica“ untermalt die Szene, in der Valmont erstmals Cécile trifft, eine junge Frau, die seine neueste Eroberung wird. „Die Musik beginnt, als sich ihre Augen treffen. Mit Monks dissonanten Blue Notes wird der düstere Charakter Valmonts unterstrichen; und Saxophonist Charlie Rouse trifft dabei den Ton des Songs, indem er mit seiner Spielweise die Absichten Valmonts betont“.
Beim Jazz Critics Poll des National Public Radio errang das Album in der Kategorie Rara Avis 2017 den ersten Platz.

## Editorischer Hinweis
Die Musik erschien sowohl im Compact-Disk-Format auf zwei CDs, als 2-LP-Box als auch als Download. Ergänzt wird die Edition mit einem 60-seitigen Booklet mit Schwarzweiß- und Farbfotos der Session und Aufsätzen von Alain Tercinet, Robin D. G. Kelley (dem Autor von Thelonious Monk: The Life and Times of an American Original) und Brian Priestley.